# 谢勒·哈利蒙
小谢勒·哈利蒙（英語：Shaler Halimon Jr.，1945年3月30日—2021年4月），美国NBA联盟前职业篮球运动员。他在1968年的NBA选秀中第1轮第14顺位被费城76人选中。